# Porudomino
Porudomino (lit. Parudaminys) – wieś na Litwie, w okręgu wileńskim, w rejonie wileńskim, w gminie Mariampol.
Siedziba rzymskokatolickiej parafii Przemienienia Pańskiego w Porudominie oraz leśnictwa. Znajduje tu się przystanek kolejowy Porudomino, położony na linii Wilno – Stasiły.

## Historia
Do XX w. miasteczko. Pierwsza wzmianka pochodzi z 1493. W Rzeczypospolitej Obojga Narodów leżało w województwie wileńskim, w powiecie wileńskim. Odpadło od Polski w wyniku III rozbioru.
W XIX i w początkach XX w. położone było w Rosji, w guberni wileńskiej, częściowo w powiecie wileńskim, w gminie Rudomino, a częściowo w powiecie trockim, w gminie Międzyrzecz, w której stanowiły siedzibę okręgu wiejskiego. Po I wojnie światowej pod administracją polską, w Zarządzie Cywilnym Ziem Wschodnich. W latach 1920–1922 w składzie Litwy Środkowej.
Od 11 kwietnia 1922 leżało w Polsce, w województwie wileńskim, w powiecie wileńsko-trockim, w gminie Rudomino. W 1931 miejscowość liczyła:
- miasteczko Porudomino – 204 mieszkańców, zamieszkałych w 40 budynkach,
- folwark Porudomino – 41 mieszkańców, zamieszkałych w 3 budynkach,
- kolonia Porudomino – 144 mieszkańców, zamieszkałych w 18 budynkach,
- zaścianek Porudomino – 36 mieszkańców, zamieszkałych w 9 budynkach[4].

Po II wojnie światowej w granicach Związku Sowieckiego. Od 1991 na niepodległej Litwie.

## Religia
W XVI w. zbudowano tutaj cerkiew unicką, a kolejną w 1776. Pod zaborami, kiedy władze carskie likwidowały Cerkiew unicką, świątynia została kaplicą filialną rzymskokatolickiej parafii w Rudominie. W ramach represji popowstaniowych w 1867 została ona zamknięta i następnie zburzona. Kolejny kościół powstał w 1908, a współczesny pochodzi z 1922. W 1925 erygowano przy nim parafię.

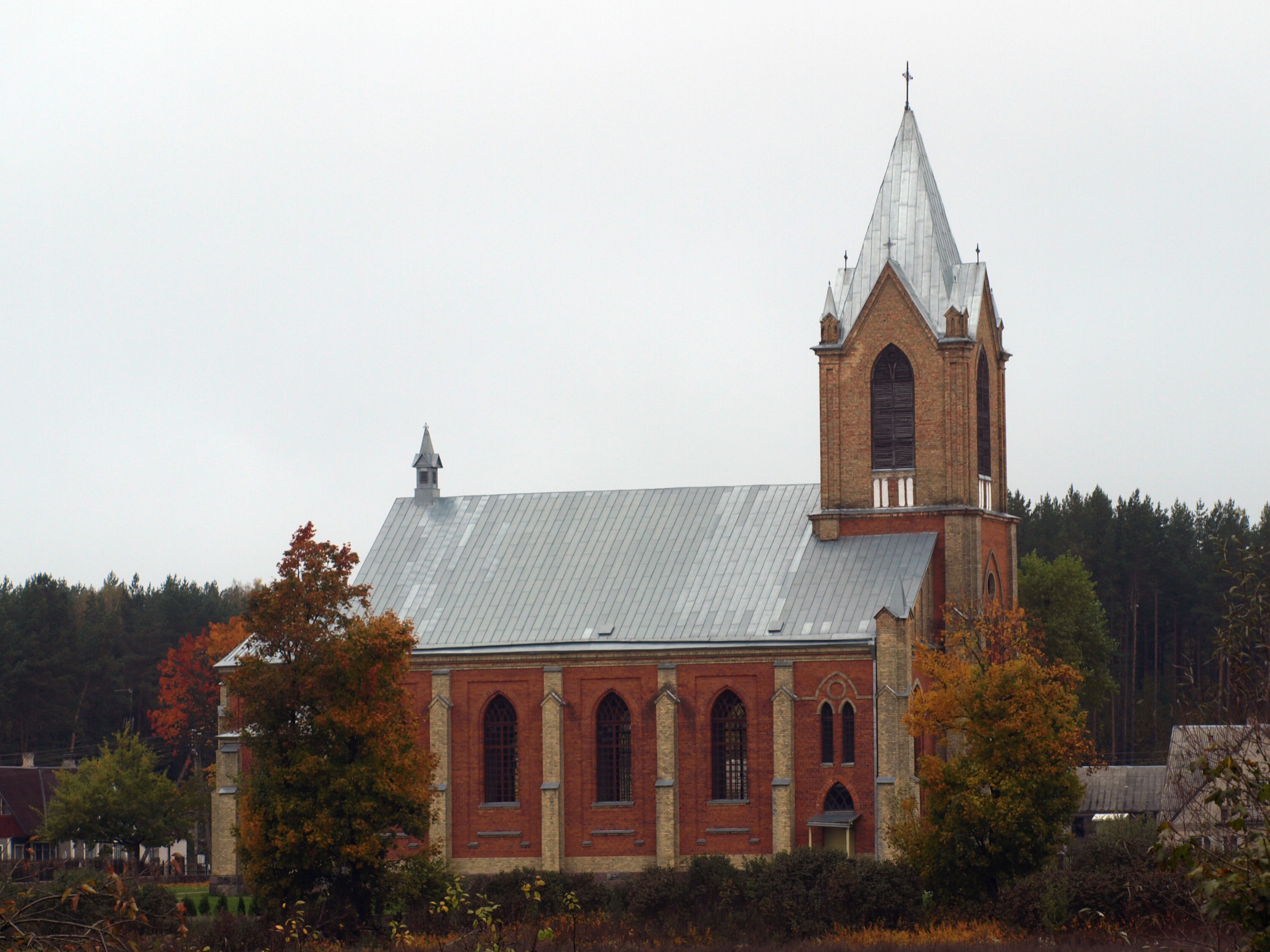
kościół Przemienienia Pańskiego w Porudominie

## Osoby związane z miejscowością
- ks. Giedymin Pilecki – polski duchowny rzymskokatolicki, kapelan Armii Krajowej; administrator parafii Porudomino